# 問候卡

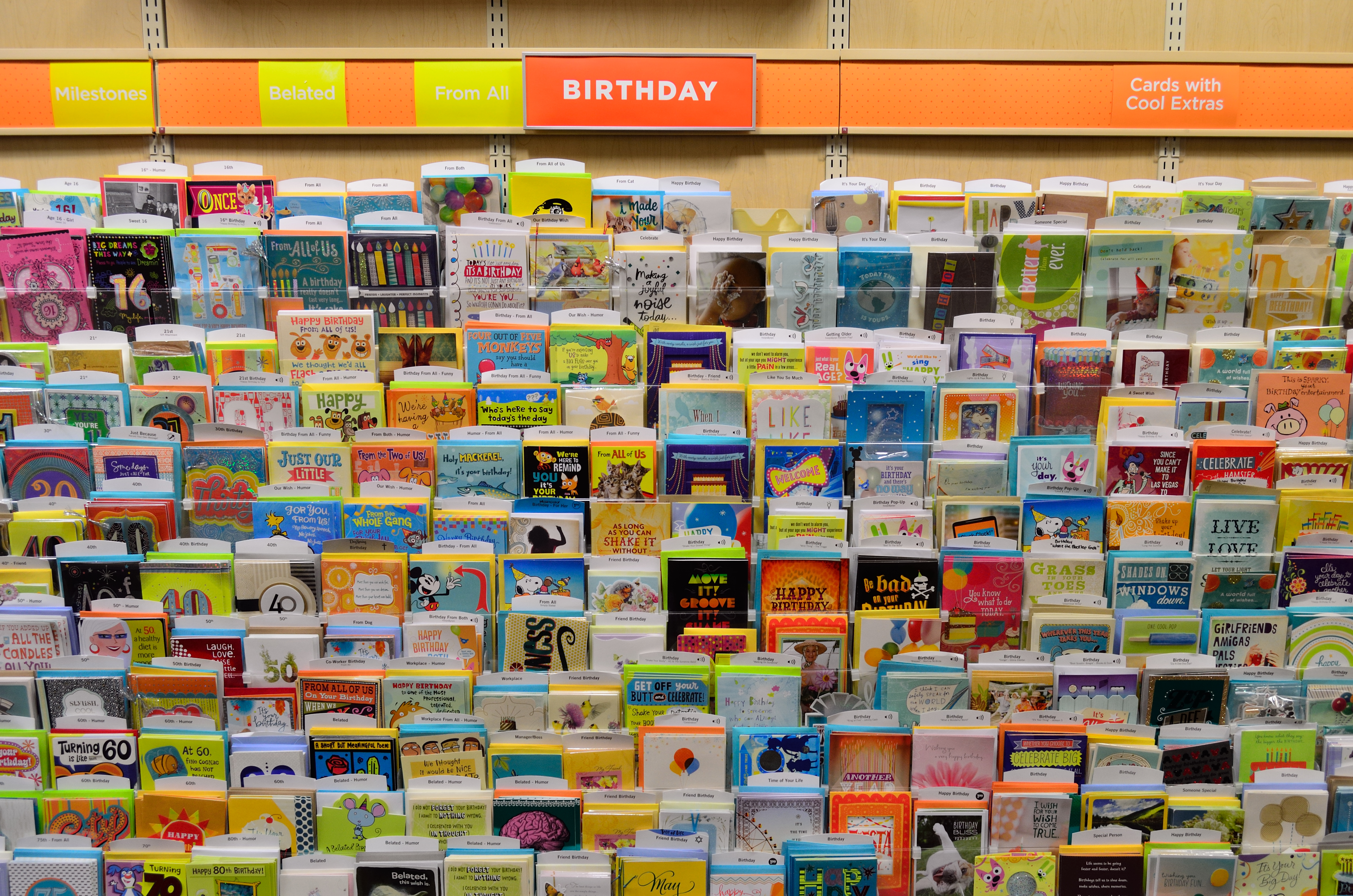
各種問候卡

問候卡（亦稱「賀卡」）是於特定節慶或事件中用以表達祝福與頌意的小卡片，例如生日、春節、聖誕、母親節、父親節、情人節、探病卡、感謝卡等。

## 語言與書寫習慣
中文地區賀卡在語言與書寫方面因地區、語境、書寫系統以及社會文化而異顯著。

### 中國大陸
使用簡化字並以普通話書寫為主，賀詞通常採用正式語體，如「祝您節日快樂」「生日快樂」等，語氣莊重，少見方言影響。

### 香港與澳門
以繁體字為主書寫系統，但賀卡中語言常混入粵語慣用句，例如「生日快樂呀」「恭喜發財啦」等，特別在手寫或非正式賀卡中尤為常見。這反映了香港地區語言政策與書寫習慣中，既有正式書面中文，也容納口語化粵語元素。

### 台灣
多以繁體中文書寫，語言以標準臺灣國語為主流，亦較少使用本地閩南語書寫。不過為營造親切感，部分賀卡會加入簡短閩南語祝詞，如「祝你身體健康」、「萬事如意」。整體語氣偏書面、正式。

### 口語 vs. 書面、數位賀卡趨勢
在微信、LINE 等社群平台盛行的數位賀卡中，語言形式更加貼近日常口語，常見混合語碼、表情與口語用語，使用形式靈活，語體非正式。

### 傳統賀詞風格
春節與婚禮賀卡仍常見典型對仗與雅致祝詞，如「福壽綿長」「花開富貴」等。這類文雅賀詞在商業卡片設計與傳統文化傳達中具穩定位置。

### 書寫系統差異與書面語編配
香港和台灣皆使用繁體字，而中國大陸採用簡化字。台灣教育體制內仍主要教授繁體字與注音符號書寫，少數亦兼授漢語拼音。

## 外部連結
- 80多種語言的賀詞範例（含繁簡中文）